# 세키히라촌
세키히라촌(関平村)은 후쿠시마현 니시시라카와군에 일찍이 존재했던 촌이다.

## 지리
- 현재의 이즈미자키촌의 남부에 위치한다.

## 역사
- 1889년 4월 1일 - 정촌제 시행에 의해 2촌이 합병해 니시시라카와군 세키히라촌이 성립하였다.
- 1954년 10월 1일 - 세키히라촌은 가와사키촌과 합병해 이즈미자키촌이 성립하여, 동일 세키히라촌은 소멸하였다.

## 인구
- 1891年 1,452
- 1920年 1,761
- 1947年 2,943

## 참고문헌
- 角川日本地名大辞典編纂委員会『角川日本地名大辞典 7 福島県』、角川書店、1981年 ISBN 4-04-001070-1
- 日本加除出版株式会社編集部『全国市町村名変遷総覧』、日本加除出版、2006年、ISBN 4-8178-1318-0